# Coussapoa pachyphylla
Coussapoa pachyphylla är en nässelväxtart som beskrevs av R.W.A.P. Akkermans och C.C. Berg. Coussapoa pachyphylla ingår i släktet Coussapoa och familjen nässelväxter. Inga underarter finns listade i Catalogue of Life.